# كلاي فرينش
كلاي فرينش (بالإنجليزية: Clay French)‏ هو فنان قتال مختلط أمريكي، ولد في 7 أكتوبر 1980 في فيلا بارك في الولايات المتحدة.

## وصلات خارجية
- كلاي فرينش على موقع شيردوغ (الإنجليزية)
- كلاي فرينش على موقع IMDb (الإنجليزية)